# Marcus Santos-Silva
Marcus Santos-Silva (Boston, 7 giugno 1997) è un cestista statunitense con cittadinanza capoverdiana.